# Jaskulin
Jaskulin est une localité polonaise de la gmina de Dobromierz, située dans le powiat de Świdnica en voïvodie de Basse-Silésie.

## Histoire
De 1818 à 1932, Möhnersdorf fait partie de l'arrondissement de Bolkenhain dans le district de Liegnitz au sein de la province de Silésie.